# Masakr ligy Bodo
Masakr ligy Bodo (Korejsky: 보도연맹 학살사건 ) byl masakr a válečný zločin spáchaný na komunistech a údajných sympatizantech komunismu; řada obětí však byli civilisté, kteří neměli žádné spojení s komunismem nebo komunisty. Došlo k němu v létě roku 1950 během korejské války. Historikové a experti na korejskou válku odhadují, že celkový počet obětí se pohybuje od nejméně 60 000 do 200 000.
Jihokorejská vláda z masakru falešně obvinila komunisty v čele s Kim Ir-senem a následně se jej snažila po čtyři desetiletí utajit. Lidé, kteří masakr přežili, měli zakázáno o něm mluvit pod hrozbou, že též budou označeni za sympatizanty komunistů; veřejné svědectví s sebou neslo hrozbu mučení a smrti. Během devadesátých let ale bylo z masových hrobů obětí masakru exhumováno několik těl, což vyvolalo zájem veřejnosti o masakr.

## Liga Bodo

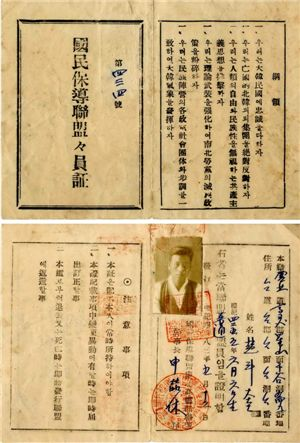
Občanský průkaz členů Národní ligy Bodo

Jihokorejský prezident I Sung-man nechal asi 300 000 podezřelých komunistických sympatizantů nebo svých politických odpůrců zapsat do oficiálního „převýchovného“ hnutí známého jako Národní liga Bodo (National Rehabilitation and Guidance League, National Guard Alliance, National Guidance Alliance,, korejsky: 국민보도연맹, hanča: 國民保導聯盟). Bylo to pod záminkou jejich ochrany před popravou. Liga Bodo byla vytvořena korejskými právníky, kteří spolupracovali s japonskou koloniální vládou. Do ligy Bodo byli donuceni vstoupit i lidé, kteří s komunismem nesympatizovali, aby se naplnily úřady předepsané kvóty.
V červnu 1949 jihokorejská vláda obvinila aktivisty za nezávislost, že jsou členy Ligy Bodo. V roce 1950, těsně před vypuknutím korejské války, nechal první prezident Jižní Koreje Syngman Rhee uvěznit asi 20 000 údajných komunistů.

## Popravy

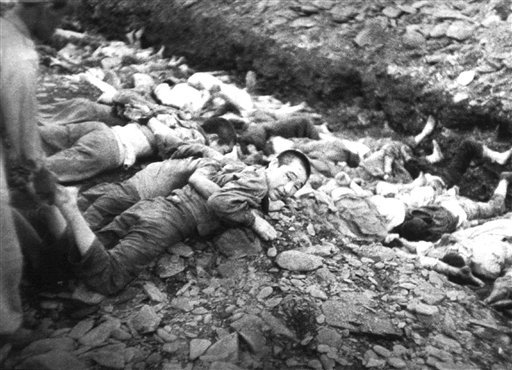
Vězni leží na zemi před popravou jihokorejskými jednotkami poblíž Tedžonu, Jižní Korea, červenec 1950. Fotografie od majora Abbotta z americké armády.

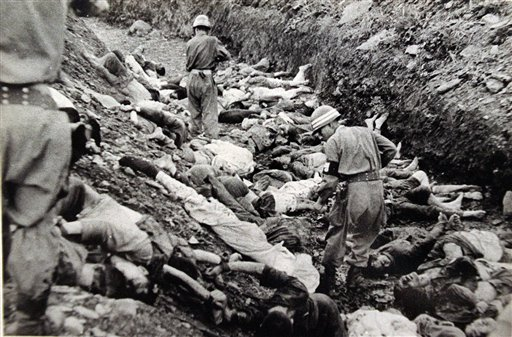
Jihokorejští vojáci procházejí mezi těly jihokorejských politických vězňů zastřelených poblíž Tedžonu v Jižní Koreji, červenec 1950. Fotografie majora Abbotta z americké armády.

Na rozkaz Kim Ir-sena překročila Korejská lidová armáda 25. června 1950 ze severu 38. rovnoběžku a zahájila korejskou válku. Podle Kim Man-sika, který byl velitelem vojenské policie, nařídil prezident I Sung-man dne 27. června 1950 popravu lidí spojených buď s Ligou Bodo nebo s Jihokorejskou dělnickou stranou.  První masakry začaly už následující den 28. června 1950 v provincii Kangwon. Ustupující jihokorejské síly a antikomunistické skupiny popravily údajné komunistické vězně spolu s mnoha členy Ligy Bodo. Popravy byly provedeny bez jakýchkoli soudů nebo šetření. Kim Tae-sun, šéf metropolitní policie v Soulu, přiznal, že po vypuknutí války osobně popravil nejméně 12 „komunistů a podezřelých komunistů“.
Oficiální dokumenty ze Spojených států potvrzují, že někteří američtí důstojníci byli svědky zločinů a masakry fotografovali. Jihokorejský admirál ve výslužbě Nam Sang-hui přiznal, že povolil vhození 200 těl obětí do moře. Prohlásil, že „nebyl čas na soud“ a „v té době to byla běžná praxe“.
Americký velvyslanec v Jižní Koreji žádal prezidenta I Sung-mana, aby masové popravy zastavil. Naopak generál Douglas MacArthur je označil za "vnitřní záležitost" Koreje a vůbec se nepokusil jim zabránit.

## Další fakta
V roce 2008 byly v Tedžonu v Jižní Koreji a na dalších místech objeveny masové hroby obětí masakru. Jihokorejská Komise pro pravdu a usmíření zdokumentovala nejen masové hroby, ale i svědectví přeživších i účastníků poprav.
Národní archiv ve Washingtonu zveřejnil fotografie míst poprav i fotografie amerických vojáků na popravištích.